# PSR J0205+6449
PSR J0205+6449 est un pulsar situé dans la constellation de Cassiopée, dans la direction du rémanent de supernova 3C 58 dont il est fortement soupçonné d'être la source d'énergie.
Il s'agit d'un jeune pulsar, doté d'une période de rotation relativement courte (65 millisecondes), et dont l'âge caractéristique est de 5400 ans, ce qui en fait un des plus jeunes pulsars connus de notre Galaxie. Bien que l'âge du rémanent 3C 58 soit de plusieurs milliers d'années, celui-ci est très fortement soupçonné d'être le résidu de la supernova historique SN 1181 vue par des astronomes d'Extrême-Orient en l'an 1181. L'écart entre l'âge caractéristique et l'âge réel du pulsar s'expliquerait alors par le fait que sa période de rotation initiale était proche de celle qu'il a désormais, de l'ordre de 60 ms (voir Ralentissement des pulsars).
Si l'association entre PSR J0205+6449 et la supernova historique SN 1181 est acceptée, alors PSR J0205+6449 est le plus jeune pulsar dont l'âge réel est connu avec certitude, devançant de quelques décennies le célèbre pulsar du Crabe (PSR B0531+21) issu de la supernova historique SN 1054, dans l'attente de la détection du pulsar issu de SN 1987A, dans le Grand Nuage de Magellan.